# Centraal-Anatolische Koerden

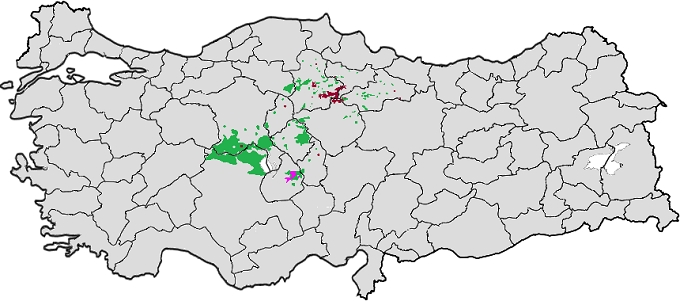
Koerden in Centraal-Anatolië naar culturele achtergrond:
Soennitische Koerden
Soennitische Zaza
Alevitische Zaza

Met Centraal-Anatolische Koerden (Koerdisch: Kurdên Anadoliya Navîn; Turks: Orta Anadolu Kürtleri of İç Anadolu Kürtleri) worden etnische Koerden die in Turkse regio Centraal-Anatolië leven aangeduid. De Koerden wonen er al sinds de 12e eeuw, in provincies zoals: Aksaray, Ankara, Çankırı, Çorum, Eskişehir, Kayseri, Kırıkkale, Kırşehir, Konya, Nevşehir. Mustafa Kemal Atatürk noemde hen de "Konya çöllerindeki Kürtler" (Koerden in de woestijnen van Konya) in een interview met Ahmet Emin (Yalman) van januari 1923.
Het exacte aantal Koerden in Centraal-Anatolië is onbekend en varieert tussen de 1,5 en 2 miljoen personen. Het grootste deel van de Centraal-Anatolische Koerden bestaat uit de "Tuz Gölü Kürtleri" (Koerden van de Tuz Gölü) die in het zuiden van de provincie Ankara, het noorden van de provincie Konya en verspreid over Aksaray wonen. 
De Centraal-Anatolische Koerden zijn geen homogene bevolkingsgroep. De verschillende stammen spreken bijvoorbeeld het Kurmanji ('Noord-Koerdisch'), het Zazaki, het Şêxbizinî ('Zuid-Koerdisch') of - vooral onder de jongere generatie - het Turks als moedertaal, en ze zijn (van oudsher) soennitische moslims (sjafieten) of alevieten van religie.

## Geschiedenis
De eerste Koerdische stam die in Centraal-Anatolië arriveerde, was de Modanlı-stam. Ze vestigden zich in 1184 in Haymana en verspreidden zich over Centraal-Anatolië, maar ook naar Constantinopel en Roemelië. Het eerste Centraal-Anatolische Koerdische dorp genaamd Kürtler (Koerden) werd gesticht in 1463 in Yabanâbâd (tegenwoordig Kızılcahamam-Çamlıdere te Ankara).
De meeste soennitische Koerden in Centraal-Anatolië waren oorspronkelijk alevieten of Jezidi's, maar moesten vanwege eeuwenlange onderdrukking door het Ottomaanse Rijk afstand doen van hun geloof en zich bekeren tot de toenmalige staatsgodsdienst, de soennitische rechtsschool van het hanafisme. Tot op de dag van vandaag zijn de meeste Centraal-Anatolische Koerden hanafieten, terwijl een kleiner deel uit sjafieten bestaat. De Reşvan- en Canbeg-stammen in Centraal-Anatolië zijn bijvoorbeeld vooral soennitisch, maar in het oosten zijn ze daarentegen meestal aanhangers van het alevitisme.

## Verspreiding

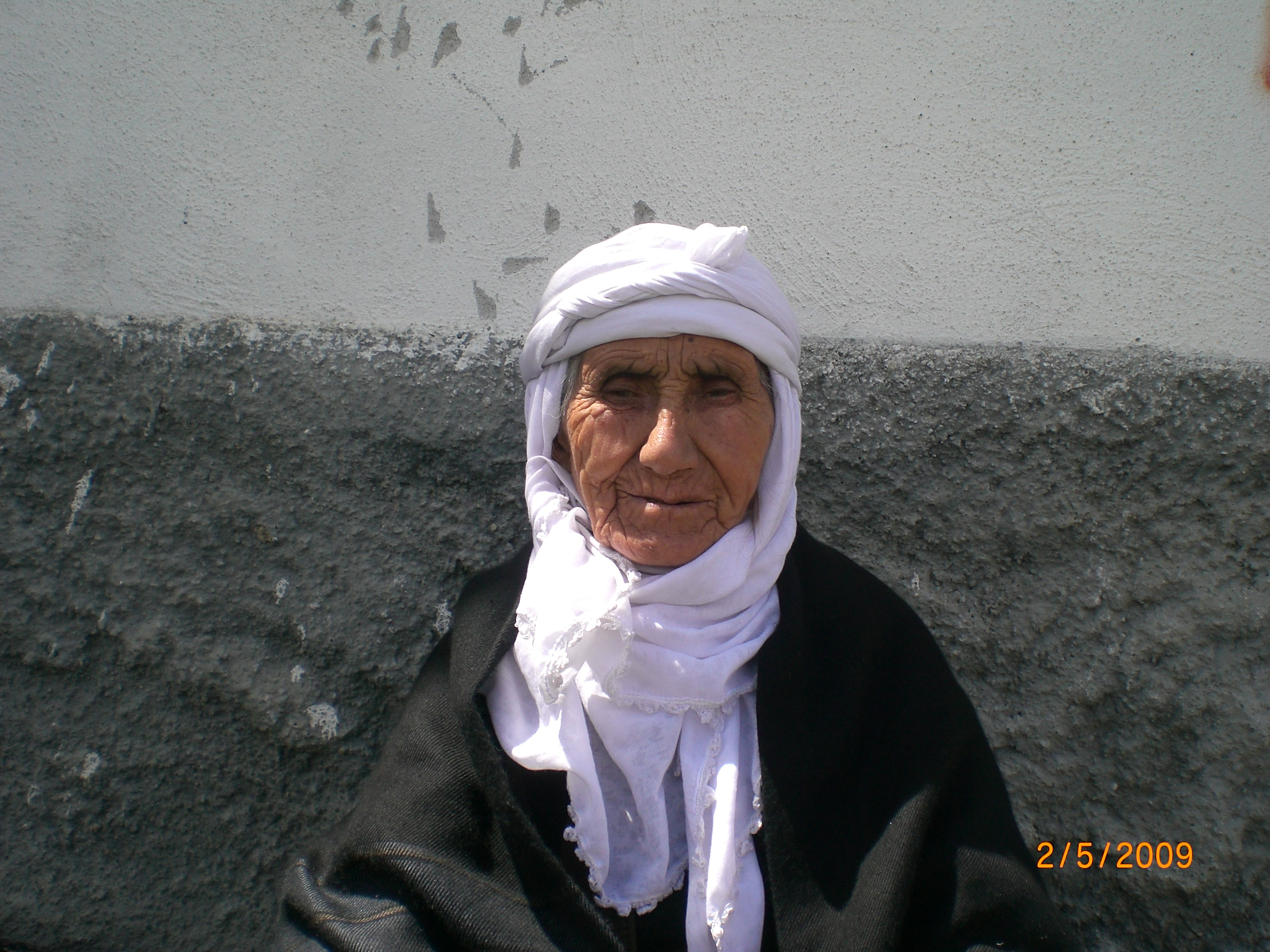
Een oudere vrouw in het dorp Kömüşini (Kulu (Konya))

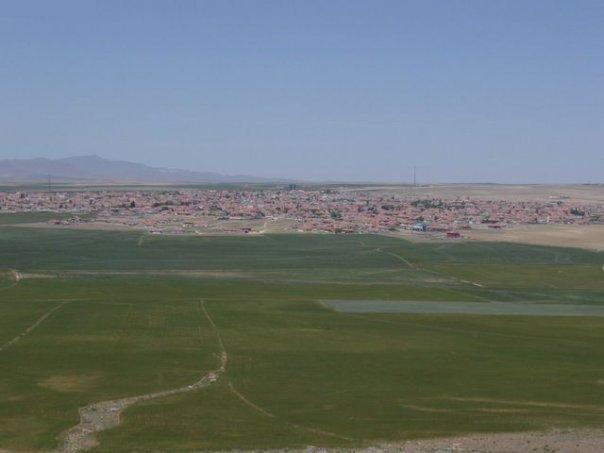
Ömeranlı ('Omero'), een van de grotere Koerdische dorpen in Centraal-Anatolië

### Provincie Ankara
In de provincie Ankara wonen de Centraal-Anatolische Koerden vooral in de districten Haymana (47 tot 53 dorpen), Polatlı (20 tot 21 dorpen), Bala (15 tot 19 dorpen) en Şereflikoçhisar (7 tot 9 dorpen). Daarnaast leven er vele Koerdische migranten uit plattelandsgebieden in Centraal-Anatolië, Zuidoost-Anatolië en Oost-Anatolië in diverse steden in deze provincie, waaronder Ankara zelf.

#### District Haymana
Het district Haymana telt 72 dorpen, waarvan 47 uitsluitend door Koerden bewoond zijn. Daarnaast zijn er vier gemengde dorpen. Er zijn negen Koerdische stammen aanwezig (Rişwan, Şexbizinî, Badilli, Terikıyani, Mikaili, Yambekli, Koyibanli, Seyfanli en Atinanli), maar de Şexbizinî is veruit de grootste stam.
| Plaatsnaam          | Koerdische naam   | Stam     | Bevolking (december 2020) |
| ------------------- | ----------------- | -------- | ------------------------- |
| Alahacılı           | Oniska            | Şêxbizin | 334                       |
| Altıpınar           |                   | Şêxbizin | 602                       |
| Ataköy              | Qaltax            | Şêxbizin | 656                       |
| Balçıkhisar         | Bacihesar         | Şêxbizin | 771                       |
| Bostanhüyük         | Bostanigî         | Şêxbizin | 217                       |
| Bumsuz              |                   | Şêxbizin | 649                       |
| Büyükkonak          |                   |          |                           |
| Çatak               | Çatax             |          |                           |
| Cihanşah            | Havura            | Şêxbizin | 274                       |
| Demirözü            | Bazika            | Şêxbizin | 382                       |
| Dereköy             |                   |          |                           |
| Durupınar           |                   |          |                           |
| Durutlar            |                   | Şêxbizin | 107                       |
| Eskikışla           | Larê              |          |                           |
| Evci                | Cingil            |          |                           |
| Evliyafakı          | Evliyafeqîr       |          |                           |
| Gedik               | Tolosman          | Şêxbizin | 119                       |
| İncirli             |                   | Şêxbizin | 80                        |
| Karapınar (Haymana) |                   |          |                           |
| Kavak               | Qavax             |          |                           |
| Kerpiç              | Gunde Köse        |          | 779                       |
| Kirazoğlu           |                   | Şêxbizin | 232                       |
| Kutluhan            | Qutlicamî         | Şêxbizin | 280                       |
| Küçükkonak          | Hespîro           | Şêxbizin | 35                        |
| Küçükyağcı          | Palanciya         | Şêxbizin | 59                        |
| Sazağası            |                   |          |                           |
| Sinanlı             | Sînay / Şêxsînayî | Şêxbizin | 721                       |
| Sırçasaray          | Têrika            | Şêxbizin | 185                       |
| Söğüttepe           | Harhor            |          |                           |
| Tabaklı             | Tabaxê            | Şêxbizin | 129                       |
| Toyçayırı           |                   |          | 206                       |
| Yaprakbayırı        | Kelatî            |          | 296                       |
| Yenice              | Sindiran          | Şêxbizin | 2.127                     |
| Yergömü             | Yergom            | Şêxbizin | 206                       |
| Yeşilköy            | Silenî            | Şêxbizin | 349                       |
| Yukarısebil         | Şayli             | Şêxbizin | 344                       |
| Yurtbeyli           |                   | Şêxbizin | 673                       |

### Kırşehir
De Koerden in provincie Kırşehir wonen vooral in de districten Boztepe (±30%) en Çiçekdağı/Çîçekdax (±10%). Daarnaast zijn er ook enkele Koerdische dorpen in Kırşehir (centrum), Kaman en Akçakent.
| Plaatsnaam            | Koerdische naam  | Stam             | Bevolking (december 2019) |
| --------------------- | ---------------- | ---------------- | ------------------------- |
| Çiçekdağı             | Çîçek            | Bereketli        | 29                        |
| Yalnizağaç            | Zekera           | Şêxbilan         | 21                        |
| Pöhrenk               | Gedar            | Şêxbilan         | 94                        |
| Bahçepınar            | Torin            | Şêxbilan         | 60                        |
| Çanakpınar            | Ramiko           |                  | 75                        |
| Mahmutlu              | Qişle            | Şêxbilan         | 74                        |
| Baraklı               |                  |                  | 35                        |
| Doğankaş              | Kunguş           |                  | 57                        |
| Şahinoğlu             |                  |                  | 74                        |
| Konurkale             | Konir            | Oxçî             | 85                        |
| Acıköy                | Şorik            | Oxçî             | 35                        |
| Alahacılı             | Galikan          | Molikan          | 49                        |
| Çiçekdağı             | Çîçekdax         |                  | 4.186                     |
| Büyükkışla            | Terziyanlı       | Terziyan         | 21                        |
| Çamalak               |                  | Xelîkan/Şêxbilan | 14                        |
| Çiğdeli               |                  | Cudikan          | 10                        |
| Üçkuyu                | Uçkî             |                  | 12                        |
| Çevirme               |                  | Xelîkan          | 14                        |
| Uzunpınar             | Sora             | Nasiran          | 14                        |
| Hüseyinli             |                  | Sêfkan           | 59                        |
| Hatunoğlu (Öksüzkale) | Haladîn/Xaladîno | Sêvidî           | 207                       |
| Harmanaltı            | Şayîplî          | Sêvidî           | 27                        |
| Külhüyük              | Kulik            | Sêvidî           | 13                        |
| Boztepe               |                  |                  | 464                       |
| Avanoğlu              |                  | Oxçî             | 13                        |
| Akçakent              |                  |                  | 889                       |
| Taburoğlu             |                  |                  | 14                        |
| Hacibayram            | Pisiyan          | Pisiyan          | 19                        |
| Haciyusuf             | Deliyan          | Pisiyan          | 19                        |
| Hirfanlar             |                  | Pisiyan          | 142                       |
| Ağapinar              | Axpinar          | Pisiyan          | 12                        |
| Ikizdere              |                  | Pisiyan          | 7                         |
| Çadırlıkörmehmet      |                  | Mîfikan          | 18                        |
| Kekilliali            |                  |                  | 15                        |
| Kaman                 | Qaman            |                  | 35.763                    |
| Göllü                 |                  | Mîfikan          | 10                        |
| Körpınar              | Kanîya Kurik     | Mîfikan          | 14                        |
| Seyrekköy             | Hurmik           | Mîfikan          | 16                        |
| Tosunburnu            | Mala Bene        | Mîfikan          | 18                        |
| Yeşiloba              | Guri             | Mîfikan          | 17                        |

### Konya
De Koerden in de provincie Konya wonen vooral in de drie noordelijke districten, waaronder Cihanbeyli, Kulu en Yunak.

#### Kulu
| Plaatsnaam   | Koerdische naam      | Stam     | Bevolking (december 2020) |
| ------------ | -------------------- | -------- | ------------------------- |
| Acıkuyu      | Birdalik             | Omeran   | 54                        |
| Altılar      |                      | Omeran   | 63                        |
| Arşıncı      | Garmık               | Xalîkan  | 38                        |
| Beşkardeş    | Torina               | Omeran   | 87                        |
| Bozan        | Cudka                | Cudikan  | 59                        |
| Burunağıl    |                      | Canbeg   | 15                        |
| Canımana     |                      | Şêxbizin | 99                        |
| Celep        | Sewikan              | Sefkan   | 16                        |
| Dipdede      |                      | Şêxbizin | 94                        |
| Güzelyayla   | Yayla Kute           | Sefkan   | 23                        |
| Hisarköy     | Hesar                |          |                           |
| Kırkpınar    | Celîka               | Celîkan  | 12                        |
| Karacadere   |                      | Şêxbizin | 59                        |
| Karacadağ    | Xelikan              | Xalîkan  | 17                        |
| Kırklar      | Bircê                |          |                           |
| Kömüşini     |                      |          | 24                        |
| Ömeranlı     | Omera                | Omeran   | 45                        |
| Pazaröz      | Bazarûzê             |          |                           |
| Soğukkuyu    | Gundê Reşo           | Şêxbizin |                           |
| Tavlıören    | Tawlî                | Omeran   |                           |
| Tuzyaka      | Cutkan/Cudikê Heramî | Cûdikan  | 17                        |
| Uzunkuyu     | Birê Dêrêj           |          |                           |
| Yazıçayırı   | Mêhîna               | Canbeg   |                           |
| Yeşilyurt    | Celîka               | Celîkan  |                           |
| Zincirlikuyu | Gundî Omê            | Sefikan  |                           |